# 阿布·塔利卜·本·阿卜杜勒·穆塔利卜

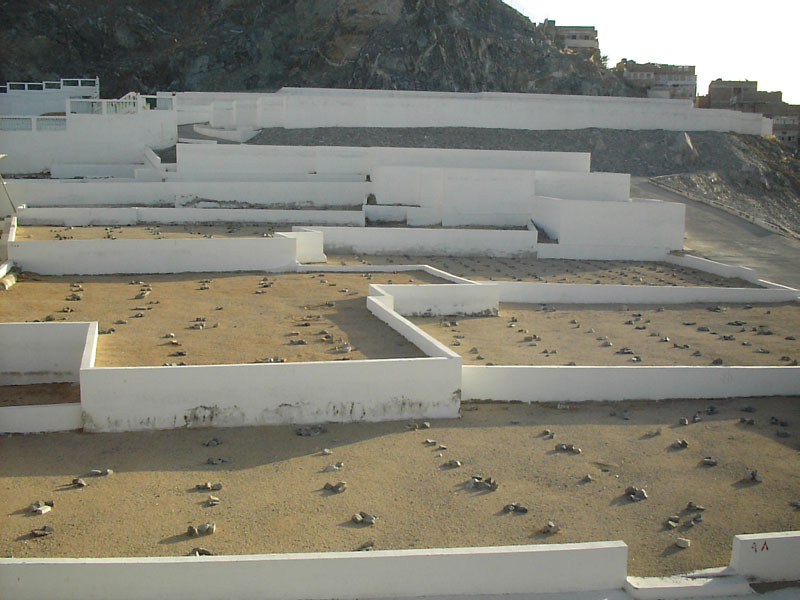
阿布·塔利布墓地在麦加，瓦哈比派在沙特阿拉伯掌权后将其摧毁。"

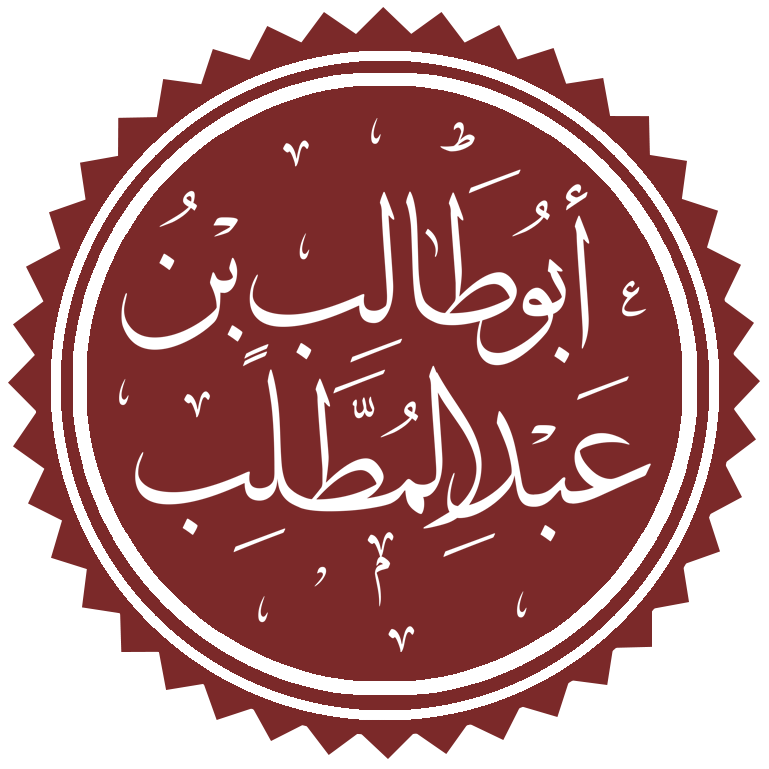

阿布·塔利布·本·阿卜杜勒·穆塔利布（阿拉伯语：أَبُو طَالِب بن عَبْد ٱلْمُطَّلِب，阿拉伯语：أَبُو طَالِب: عبد الموتطالب；约公元535年－619年）是阿拉伯半岛希贾兹地区麥加古莱什部族巴努哈希姆部落的酋長。他是阿卜杜勒·穆塔利卜和法蒂瑪·賓·阿穆爾的兒子，伊斯兰教先知穆罕默德的伯父，穆罕默德的繼任者阿里的父親。在他父親去世後，阿布·塔利布继承了部落首领的职位，并承担起了司凯亚和里法达两项神圣职责。这两项职责象征着他在麦加社会中的崇高地位与深受尊敬的声望。阿布·塔利布以其智慧与远见卓识，成为部落团结的象征。他在麦加城享高的威望，是众人敬仰的楷模，其言行深刻地影响了古莱什部落的历史迌。
參考
穆塔利卜的妻子是法蒂瑪·賓·阿薩德，兩人共有4子3女：
1. 塔利卜（英语：Talib ibn Abi Talib）
2. 阿齊（英语：Aqil ibn Abi Talib）
3. 賈法爾（英语：Ja'far ibn Abi Talib）
4. 阿里
5. 法齊塔（英语：Fakhitah bint Abi Talib）
6. 尤瑪娜（英语：Jumanah bint Abi Talib）
7. 萊塔（英语：Rayta bint Abi Talib）

## 早年生活
阿布·塔利布于公元535年出生于希贾兹地区的麦加城。他是哈希姆家族酋长阿卜杜勒-穆塔利布的儿子，也是穆罕默德父亲阿卜杜拉的兄弟。阿卜杜拉在穆罕默德出生前就已去世。穆罕默德的母亲阿米娜·宾特·瓦哈卜去世后，年幼的穆罕默德由父阿卜杜勒-穆塔利布抚养。穆罕默德八岁时，阿卜杜勒-穆塔利布去世。穆罕默德的一位叔叔需要接管他的监护权。尽管阿布·塔利布也很贫穷，但他还是无私地收养了穆罕默德8。阿布·塔利卜负责为朝觐者（天房的朝圣者）提供食物和饮料。穆罕默德深爱他的叔叔，阿布·塔利布也同样爱他。阿布·塔利布被认为是一位天才诗人，许多支持穆罕默德的诗句都被归功于他。有一次，当阿布·塔利布即将出发进行贸易远征时，穆罕默德哭泣着无法忍受与他分离。对此，阿布·塔利布回应说："以真主之名，我一定会带他同行，我们永远不会分开。"后来，当穆罕默德长大成人时，他发现阿布·塔利布在一场严重的干旱后陷入经济困境。穆罕默德决定照顾阿布·塔利布的一个孩子，并说服阿巴斯也这样做。他们与阿布·塔利布商讨此事，后者要求将他最喜爱的孩子阿基勒留在身边。阿巴斯选择了贾法尔，而穆罕默德选择了阿里。

## 保护穆罕默德
在部落社会中,部落关系非常重要,否则一个人可能会被肆意杀害。作为哈希姆家族的领袖,阿布·塔利布充当了穆罕默德的保护者。在穆罕默德开始传播伊斯兰教义后,其他古莱什氏族成员越来越感到受到威胁。为了使他安静下来,他们向阿布·塔利布施压,要求他让他的侄子保持沉默或控制他。尽管面临这些压力,阿布·塔利布仍然坚持支持穆罕默德,保护他免受其他古莱什领导人的伤害。古莱什的领导人多次直接阿布·塔利布。阿布·塔利布对他们置之不理,即使这在他和古莱什之间造成了裂痕,他仍继续支持穆罕默德。在一个记载中,古莱什甚至威胁要因这一冲突而与哈希姆家族作战。
古莱什甚至试图贿赂阿布·塔利布。他们告诉阿布·塔利布,如果他让他们抓住穆罕默德,那么他就可以收养古莱什最英俊的青年乌玛拉·本·瓦利德·本·穆吉拉。当这也失败后,古莱什人寻求其他部落的支持,抵制与哈希姆家族成员进行贸易或通婚。这次抵制始于穆罕默德首次接受启示七年后,持续了三年。目的是向哈希姆家族施压,甚至让他们挨饿屈服。为了安全起见,许多哈希姆家族成员搬到了阿布·塔利布附近,这个地方变得像一个贫民窟。这并没有造成过度的困难,因为许多人在其他部落中有家庭成员会偷偷给他们带来物资。阿布·塔利布的兄弟阿布·拉哈卜在这个问题上站在古莱什一边;他搬到了阿卜杜·沙姆斯区的一所房子里,以表示对古莱什的支持。保护穆罕默德给阿布·塔利布和哈希姆家族带来了巨大压力。但是阿布·塔利布从未放弃对穆罕默德的支持。面对古莱什人的承诺，穆罕默德说："以全能的真主起誓,即使他们把太阳放在我的右手,把月亮放在我的左手,要我放弃这个事业,我也不会这样做,直到真主为它辩护或让我在这个过程中灭亡。
"看到侄子的情感,阿布·塔利布回应说:"去吧,侄子,说你想说的话。以真主起誓,我永远不会因为任何原因把你交出去。" 

## 死亡

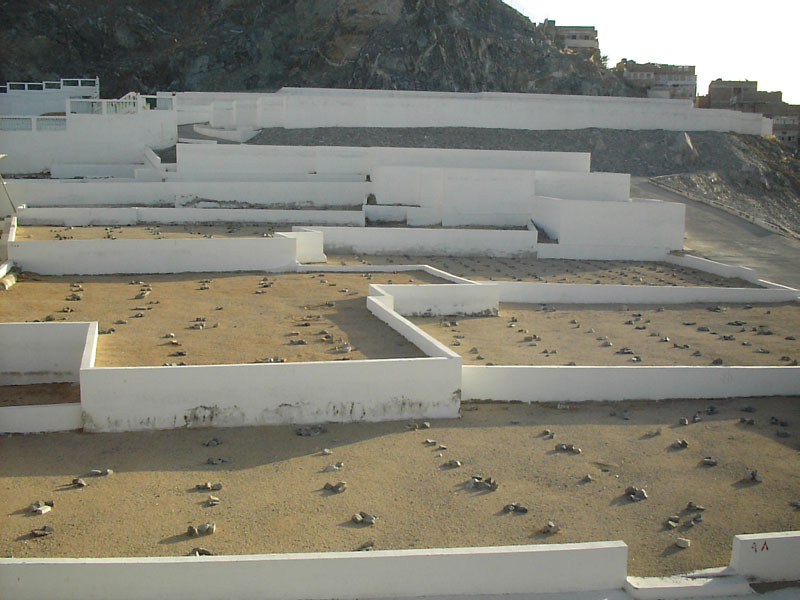
阿布·塔利布墓地在麦加，瓦哈比派在沙特阿拉伯掌权后将其摧毁。"

阿布·塔利布大约在公元619年去世，享年80岁以上，这大约是在穆罕默德开始传教10年后。这一年被称为穆罕默德的“悲伤之年”，因为不仅他的叔叔阿布·塔利布去世，而且他的妻子赫迪彻·宾特·胡韦利德也在阿布·塔利布去世后一个月内离世。阿布·塔利布去世后，穆罕默德失去了保护。他的兄弟和家族新任首领阿布·拉哈布并没有保护他，因为他是穆罕默德的敌人，因此穆罕默德和他的追随者们面临着难以置信的迫害。据记载，穆罕默德曾感叹道：“以真主起誓，古莱什人从未像阿布·塔利布去世后那样伤害过我。”为了逃避古莱什人的迫害，早期的穆斯林先是迁移到阿比西尼亚（今埃塞俄比亚），后来又迁移到麦地那。这次迁移被称为“希吉拉”（Hijrah），标志着伊斯兰历的开始。阿布·塔利布相信穆罕默德和他的真主，但为了保护穆罕默德，他从未公开自己的伊斯兰信仰。他一直是穆罕默德最坚定的支持者之一，不仅在政治上保护穆罕默德，还在经济上支持他。阿布·塔利布的去世对穆罕默德和早期穆斯林社区造成了巨大的打击，但也促使他们寻找新的庇护所，最终导致了伊斯兰教的进一步传播。